# わたなべまさこ名作集
わたなべまさこ名作集（わたなべまさこめいさくしゅう）は、1991年から2003年にわたってホーム社発行・集英社発売で刊行された、同一作家による選集シリーズの一つ。画業50年以上の集大成となるわたなべまさこの漫画作品全集に近いもので、計100冊が刊行されている。
年代順の作品初出リストはわたなべまさこの項を参照。

## 概要
四六判ハードカバー、各巻およそ300ページ前後から350ページ前後。長編の場合は、作品の長さに応じて1巻あたり250ページ前後から400ページ前後といった差がある。中編・短編の収録編成は、単行本収録時とは異なり、単行本未収録既収録を問わずテーマやジャンルを統一する方向になっているが、おおむね執筆時期の近い作品群が同じ巻に収められている。各巻ごとの作品解説記事はなく、収録作品の初出一覧は記載されていない。装幀担当は全巻共通で中村欽太郎。表紙カバーは各巻の内容を象徴する多様な風景写真を活かしたデザインで、後表紙には全巻共通ではないが、わたなべまさこが新たに書き下ろした主人公たちの絵も加わっている。『椿姫』『山びこ少女』は、表紙画もわたなべまさこ。

## 収録状況
貸本出版社時代の作品群は含まれていないが、それ以降の既刊単行本収録作品については、再録単行本を除いた第1巻第2巻等の分冊で累計した約130冊のうち100冊以上、およそ80%がこの選集に吸収されている。また、単行本未収録だった作品も、かなり多く収録されている。
既刊単行本のうち、短編集については、個々の作品がいくつかの巻に分散するケースが多い。中には、全作品が吸収されていないケースもいくつかあり、例えばわたなべまさこ恐怖劇場シリーズの一篇「斑猫の舞う夜」や「蒲団」（原作：橘外男）はこの選集には入っていない。全3話の連作「黒天使シンセラ」の場合は、最初に第3話のみが収録され、翌年刊行の巻で第1話第2話が収録されるという分割収録となった。その一方で、全10話の連作「天使と挽歌」の場合は、単行本には収録されなかった第5話と第9話がこの選集に吸収され、初めての完全収録版となったケースもある。「聖ロザリンド」の場合は、何度か単行本化されたものの第一部と第二部の全容を収録したものがなくダイジェスト部分を含むものも出回っていたが、この選集で統合されて初めての完全収録版となった。
1950年代末期〜1960年代1970年代の少女漫画雑誌に掲載された180篇前後の作品群については、およそ75%がこの選集に収録されている。およそ70篇前後の長編中編作品群からこの選集に吸収されたものは50篇以上、内訳は、既刊単行本収録作品が30篇前後、この選集で初めての単行本収録となった作品が20篇前後。およそ110篇以上の短編作品群からこの選集に吸収されたものは80数篇、内訳は、既刊単行本収録作品が30篇前後、この選集で初めての単行本収録となった作品が50篇前後。1980年代以降のレディースコミック誌に掲載された作品群については、およその数を特定しにくいが、1990年代中期以降の作品群には、この選集で単行本初収録となったケースもいくつかある。
初期の長編「山びこ少女」や単行本未収録の「おかあさま」がこのシリーズの刊行開始からおよそ10年後に登場していることで、執筆時期がやや近く単行本未収録の「白馬の少女」「ミミとナナ」等の名作集入りも期待されていた。他にも名作集未収録作品が少なからずあること、また、2002年刊行の「ライオンの城」が雑誌掲載の翌年に名作集入りしたこと、現在でもわたなべまさこが短編や長編の連載を執筆中であることからも、わたなべ まさこ名作集には、続刊シリーズや別巻シリーズによる新たな刊行も期待されている。

## 未収録作品リスト
- 名作集未収録の主な長編単行本
  - 『天使のひとみ』(1)〜(完結編)　なかよし連載 1957年〜1958年, 若木書房わたなべまさ子傑作集 1958年
  - 『しあわせの鐘』(マリの巻)(けい子の巻)　少女ブック連載 1958年, 若木書房おもしろ漫画文庫 1959年
  - 『私の黒髪を切れ』(上)(下)（原作：千家和也）　小学館セブンコミックス 1978年〜1979年
  - 『恋々の樹』　双葉社ジュールコミックス 1991年
  - 『永遠の闇に眠れ』（原作：メアリ・H・クラーク）　ミステリーJour 掲載1988年, 双葉社ジュールコミックス 1990年　併録：揺りかごが落ちる（原作：メアリ・H・クラーク）ミステリーJour掲載 1989年
  - 『鬼子母神』（原作：ひろさちや）　鈴木出版 仏教コミックス 1996年
  - 『エマの面影』（原作：ケイ・ソープ ）　宙出版エメラルドコミックス ハーレクインシリーズ 1998年
  - 『第三の女』（原作：夏樹静子）　宙出版エメラルドコミックスHiミステリーシリーズ 2000年
  - 『金瓶梅』　ミステリーJour 連載1993年〜, 双葉社アクションコミックス(1)〜(13) 1995年〜, 双葉社文庫(1)〜(6) 2000年〜
  - 『恋愛風土記』（原作：佐々木丸美）　週刊ヤングレディ連載(連作)1978年, 講談社ヤングレディKCデラックス 1979年, ブッキング佐々木丸美コレクション 2007年
- 単行本既収録で名作集未収録の短編
  - 白いカメレオン　週刊少女フレンド1973年, 講談社『怪奇ロマン傑作選』1974年
  - 女の手紙　月刊セブンティーン1975年 前後編, 創美社／集英社『愛のひとこと』1976年
  - 7:30駅前行きバスの客　週刊明星1980年代前半, 集英社 悪女シリーズ4『喪服の女』1982年
  - 斑猫の舞う夜　ミステリーJour 1986年, 双葉社『斑猫の舞う夜』1986年,『蛇の目傘の女』1993年, 双葉社文庫『百鬼夜行』2004年
  - 蒲団（原作：橘外男）　ミステリーJour 1990年, 双葉社『百鬼夜行』1993年, 双葉社文庫『百鬼夜行』2004年
  - 滑走路灯（原作：夏樹静子）　宙出版『滑走路灯』 2000年1月
  - ガラスの絆（原作：夏樹静子）　宙出版『滑走路灯』 2000年1月
  - 雪の別離（原作：夏樹静子）　宙出版『滑走路灯』 2000年1月
  - 捨てないで（原作：東野圭吾）　宙出版『捨てないで』 2000年11月
- 単行本未収録で名作集にも未収録の長編　少女漫画
  - みどりの真珠　少女ブック連載 1958年〜1960年
  - 白馬の少女　少女ブック連載 1959年〜1962年
  - ミミとナナ　少女ブック連載 1962年〜1963年, 週刊マーガレット連載 1963年
  - おはようマコです!　週刊マーガレット連載1964年後半期〜1965年
  - 奥さまは魔女　週刊マーガレット連載 1967年
  - 珊瑚礁のかなた　週刊マーガレット連載1967年後半期〜1968年前半期
  - 13ダースの薔薇（原作：カトリーヌ・アルレー「わらの女」）　週刊セブンティーン連載 1969年
  - オレンジの恋　小説ジュニア連載 1969年
  - 恋するミランダ　小説ジュニア連載 1969年
  - わすれな草をあなたに　小学四年生連載 1975年〜1976年
  - 青い炎のファラオ　小学四年生連載 1976年
- 単行本未収録で名作集にも未収録の短編　少女漫画
  - 星よ　またたけ　少女1957年正月増刊号　その他多数

## 収録作品リスト（刊行年月順）

### 1991年
- 『ガラスの城』(1)　1991年 5月25日　装幀：中村欽太郎　カバーフォト：オリオンプレス　カバーイラスト：わたなべまさこ
- 『ガラスの城』(2)　1991年 6月25日　装幀：中村欽太郎　カバーフォト：オリオンプレス　カバーイラスト：わたなべまさこ
- 『ガラスの城』(3)　1991年 7月24日　装幀：中村欽太郎　カバーフォト：オリオンプレス　カバーイラスト：わたなべまさこ
- 『ガラスの城』(4)　1991年 8月26日　装幀：中村欽太郎　カバーフォト：オリオンプレス　カバーイラスト：わたなべまさこ
- 『ガラスの城』(5)　1991年 9月25日　装幀：中村欽太郎　カバーフォト：オリオンプレス　カバーイラスト：わたなべまさこ
  - ガラスの城　【週刊マーガレット連載1969年3号〜1970年49号【単行本】集英社『ガラスの城』(1)〜(8) 1969年〜1971年, 集英社漫画文庫『ガラスの城』(1)〜(8) 1976年〜1977年, ホーム社漫画文庫『ガラスの城』(1)〜(5) 2000年〜2001年
    - (1) ＿P3‐292
    - (2) ＿P3‐292
    - (3) ＿P3‐299
    - (4) ＿P3‐309
    - (5) ＿P3‐304
      - 名作集刊行に寄せたわたなべまさこによるあとがき ＿(5) P305
- 『亜紀子』(1)　1991年11月25日　装幀：中村欽太郎　カバーフォト：オリオンプレス　カバーイラスト：わたなべまさこ
  - 亜紀子　週刊マーガレット連載1963年〜1964年10号【単行本】集英社『亜紀子』(1)(2) 1968年
    - 第1話 ＿P3
    - 第2話 ＿P91

  - 花かんざし ＿P203　別冊マーガレット1964年1号（8月発行）
  - ふたりだけの白い馬 ＿P235-365　週刊マーガレット1967年30号
- 『亜紀子』(2)　1991年12月18日　装幀：中村欽太郎　カバーフォト：オリオンプレス　カバーイラスト：わたなべまさこ
  - 亜紀子　週刊マーガレット連載1963年〜1964年10号【単行本】集英社『亜紀子』(1)(2) 1968年
    - 第3話 ＿P3
    - 第4話 ＿P53

  - 鳩のくる302号室 ＿P139　週刊マーガレット1967年13号【単行本】集英社『ハイジ』1968年, 白泉社『ハイジ』1975年
  - 春風にきいたお話 ＿P171　週刊マーガレット1973年11号
  - 小さなおねがい ＿P217-269　週刊マーガレット1973年48号

### 1992年
- 『カメリア館』　1992年 1月25日　装幀：中村欽太郎　カバーフォト：大貫 茂　カバーイラスト：わたなべまさこ
  - カメリア館 ＿P3　りぼん連載1963年1月号〜10月号
  - パパは恋人 ＿P211-338　りぼん連載1969年4月号〜9月号
- 『炎のカメリア』　1992年 2月25日　装幀：中村欽太郎　カバーフォト：福島雅光　カバーイラスト：わたなべまさこ
  - 炎のカメリア（原作：コーネル・ウールリッチ「黒衣の花嫁」）＿P3　週刊セブンティーン連載1969年〜1970年
  - 6月の花嫁（原作：ウィリアム・アイリッシュ「死者との結婚」）＿P249-279　週刊マーガレット1965年26号【単行本】集英社『蝶はここには住めない！』1969年
- 『幻の女　10月の罌粟』　1992年 3月24日　装幀：中村欽太郎　カバーフォト：オリオンプレス　カバーイラスト：わたなべまさこ
  - 幻の女（原作：ウィリアム・アイリッシュ「幻の女」）＿P3　【単行本】主婦の友社TOMOコミックス名作ミステリー28『幻の女』1979年1月
  - 10月の罌粟（原作：アイラ・レヴィン「死の接吻」）＿P165-305　　（1980年代以降）
- 『はだしのプリンセス』　1992年 4月25日　装幀：中村欽太郎　カバーフォト：PPS通信社　カバーイラスト：わたなべまさこ
  - はだしのプリンセス＿P3-307　週刊マーガレット連載1966年後半期【単行本】若木書房『はだしのプリンセス』(前編) (後編)1970年
- 『さくら子すみれ子』(1)　1992年 5月25日　装幀：中村欽太郎　カバーフォト：オリオンプレス　カバーイラスト：わたなべまさこ
  - さくら子すみれ子 ＿P3　週刊マーガレット連載1965年〜1966年【単行本】若木書房『さくら子すみれ子』(1)(2) 1971年
  - 青いひとみの少女（原作：ジョン・ゴールズワージー「林檎の樹」）＿P217-265　別冊マーガレット1965年4号（5月発行）【単行本】集英社『ハイジ』1968年, 白泉社『ハイジ』1975年
- 『さくら子すみれ子』(2)　1992年 6月24日　装幀：中村欽太郎　カバーフォト：オリオンプレス　カバーイラスト：わたなべまさこ
  - さくら子すみれ子 ＿P3　週刊マーガレット連載1965年〜1966年【単行本】若木書房『さくら子すみれ子』(1)(2) 1971年 ＿P3
  - 小さな花（原作：シャーロット・ブロンテ「ジェーン・エア」）＿P207-331　りぼん1963年11月号付録（カラーシリーズ7）【単行本】若木書房『小さな花』1969年
- 『王女ミナ子』　1992年 7月25日　装幀：中村欽太郎　カバーフォト：ユニフォトプレス　カバーイラスト：わたなべまさこ
  - 王女ミナ子　りぼん連載1963年12月号〜1964年末期
    - 第1章 ＿P3
    - 第2章 ＿P171-370
- 『聖ロザリンド』　1992年 8月25日　装幀：中村欽太郎　カバーフォト：オリオンプレス　カバーイラスト：わたなべまさこ
  - 聖ロザリンド　週刊少女フレンド連載1973年初期〜16号, 31号〜41号【単行本】講談社『聖ロザリンド（世にもこわい話）』1973年（主に第1部）,『聖ロザリンド　総集編』1974年（主に第2部）,『聖ロザリンド　戦慄編』1979年（主に第1部）, ホーム社漫画文庫『聖ロザリンド』2001年, ぶんか社ホラーMコミック文庫『聖ロザリンド』2005年
    - 第1部 ＿P3-182
    - 第2部 ＿P183 -373
- 『青い空　白鳩はとぶ！』　1992年 9月23日　装幀：中村欽太郎　カバーフォト：オリオンプレス　カバーイラスト：わたなべまさこ
  - 青い空　白鳩はとぶ！ ＿P3　週刊マーガレット連載1968年18号〜25号
  - この愛　戦火をこえて＿P117　週刊マーガレット連載1968年37号〜【単行本】若木書房『この愛　戦火をこえて』第5版1978年, ほるぷ出版『この愛・戦火をこえて』1983年
  - 蝶はここには住めない！＿P329-360　週刊マーガレット1968年33号【単行本】集英社『蝶はここには住めない！』1969年
- 『青きドナウ』　1992年10月23日　装幀：中村欽太郎　カバーフォト：オリオンプレス　カバーイラスト：わたなべまさこ
  - 青きドナウ ＿P3　週刊マーガレット連載1967年15号〜26号【単行本】若木書房『青きドナウ』1970年
  - わかれ道 ＿P163-342　週刊マーガレット連載1972年13号〜21号
- 『あやかしの伝説』　1992年11月25日　装幀：中村欽太郎　カバーフォト：ユニフォトプレス　カバーイラスト：わたなべまさこ
  - あやかしの伝説　花とゆめ1976年5号・13号・22号 連作【単行本】白泉社『白狐あやかしの伝説』1977年, 壱番館書房／廣済堂出版『あやかしの伝説』1982年, 廣済堂出版『妖狐伝説』1986年
    - 第1話（天竺編）悪魔の化身華陽夫人 ＿P3
    - 第2話（中国編）妖気ただよう美女妲己 ＿P76
    - 第3話（日本編）金毛九尾の白狐玉藻の前（原作：岡本綺堂「玉藻の前」） ＿P134

  - 死霊ポーレットの恋＿P185　小学六年生連載1976年10月号〜12月号【単行本】講談社『死霊ポーレットの恋』1986年
  - 青ざめたディオンヌ＿P251-311　月刊セブンティーン1973年9月号【単行本】若木書房『花のようなリリベット』1974年, 講談社『花のようなリリベット』1984年
- 『百塔‐3aBTpaの獅子たち‐』　1992年12月20日　装幀：中村欽太郎　カバーフォト：オリオンプレス
  - 百塔‐3aBTpaの獅子たち‐　別冊花とゆめ連載1977年冬の号, 1978年春, 夏, 秋, 冬の号, 1979年春, 夏の号
    - （誕生）＿P5
    - （遭遇）＿P77
    - （別離）＿P155
    - （遠雷）＿P195
    - （幻影）＿P243
    - （慕情）＿P291
    - （黎明）＿P339-386

### 1993年
- 『花の館』　1993年 1月25日　装幀：中村欽太郎　カバーフォト：キーフォトス　カバーイラスト：わたなべまさこ
  - 花の館　りぼん連載1965年
    - 第1章 ＿P3
    - 第2章 ＿P142-282
- 『ばら色の真珠』　1993年 2月24日　装幀：中村欽太郎　カバーフォト：ボルボックス
  - ばら色の真珠 ＿P3　週刊マーガレット連載1964年後半期
  - サ・セ・パリ ＿P213-336　週刊マーガレット連載1967年1号〜10号【単行本】若木書房『サ・セ・パリ』1968年
- 『従妹マリア』　1993年 3月24日　装幀：中村欽太郎　カバーフォト：PPS通信社　カバーイラスト：わたなべまさこ
  - 従妹マリア ＿P3　週刊マーガレット連載1964年前半期
  - ぶらりぶらぶら物語 ＿P247-366　週刊マーガレット連載1971年45号〜50号【単行本】集英社『ぶらりぶらぶら物語』1973年
- 『シャンデリア』(1)　1993年 4月25日　装幀：中村欽太郎　カバーフォト：オリオンプレス　カバーイラスト：わたなべまさこ
  - シャンデリア ＿P3-314　週刊少女コミック連載1976年9号〜36号【単行本】若木書房『シャンデリア』(1)〜(3)1977年
- 『シャンデリア』(2)　1993年 5月25日　装幀：中村欽太郎　カバーフォト：オリオンプレス　カバーイラスト：わたなべまさこ
  - シャンデリア ＿P3　週刊少女コミック連載1976年9号〜36号【単行本】若木書房『シャンデリア』(1)〜(3)1977年
  - オフィス・ラブに御用心 ＿P257　セブンコミック1981年1月20日号【単行本】『大介夢幻抄』(2)1989年
  - 小さな贈り物 ＿P287-316　セブンコミック1981年5月20日号【単行本】『大介夢幻抄』(1)1989年
- 『新釈・真景累ヶ淵』　1993年 9月25日　装幀：中村欽太郎　カバーフォト：オリオンプレス　カバーイラスト：わたなべまさこ
  - 新釈・真景累ヶ淵（原典：三遊亭円朝「真景累ヶ淵」）週刊明星1985年31号〜45号【単行本】集英社『新釈　真景累ヶ淵』1986年
    - 其の一　やつれ鬼灯 ＿P3
    - 其の二　木の葉髪 ＿P89

  - 死の棲む家 ＿P217 　週刊明星連載1986年後半期【単行本】集英社『ねんね…しな』1987年
  - 怪談　妖鬼 ＿P303-357　週刊明星連載1980年代前半【単行本】集英社 悪女シリーズ13『ある愛の終わりに』1984年8月
- 『プルトンの息子たち』　1993年 6月23日　装幀：中村欽太郎　カバーフォト：オリオンプレス　カバーイラスト：わたなべまさこ
  - プルトンの息子たち ＿P3　週刊少女コミック連載1977年前半期【単行本】壱番館書房／廣済堂出版『プルトンの息子たち』1983年, 『幻想魔界　プルトンの息子たち』1987年
  - 花のようなリリベット ＿P195　少女フレンド系に連載【単行本】若木書房『花のようなリリベット』1974年, 講談社『花のようなリリベット』1984年
  - J.スミス氏の赤ちゃん ＿P293-332　週刊少女コミック1975年28号【単行本】主婦の友社『黒天使シンセラ』1978年
- 『穴の底』　1993年10月25日　装幀：中村欽太郎　カバーフォト：オリオンプレス
  - 怪談　紅いグラス ＿P3　週刊明星連載1980年代前半【単行本】集英社 悪女シリーズ12『怪談　紅いグラス』1984年5月
  - 穴の底 ＿P79 　週刊明星連載1986年後半期【単行本】集英社『ねんね…しな』1987年
  - 悪霊 ＿P137　週刊明星連載1986年後半期【単行本】集英社『ねんね…しな』1987年【単行本アンソロジー収録】文春文庫ビジュアル版『怪奇幻想ホラーマンガ傑作選』1989年
  - 女の首 ＿P195　週刊明星連載1986年後半期【単行本】集英社『ねんね…しな』1987年【単行本アンソロジー収録】文春文庫ビジュアル版『妖怪マンガ恐怖読本』1990年
  - ねんね…しな ＿P239-309　週刊明星連載1986年後半期【単行本】集英社『ねんね…しな』1987年【単行本アンソロジー収録】文春文庫ビジュアル版『傑作マンガ選怖い話』1993年

- 『ローラー・カナリヤの死んだ日　悪女シリーズ1』　1993年11月
  - ローラー・カナリヤの死んだ日　セブンコミック1979年1月15日号　【単行本】集英社 悪女シリーズ2『ある契約』1981年11月
  - 絵のない本　週刊明星連載1980年代前半【単行本】集英社 悪女シリーズ2『ある契約』1981年11月
  - 女のいる部屋　週刊明星連載1980年代前半【単行本】集英社 悪女シリーズ1『女のいる部屋』1981年9月
  - 氷女　週刊明星連載1980年代前半【単行本】集英社 悪女シリーズ7『ひとり雛』1983年2月
  - ブランチ・タイムにいかが？　週刊明星連載1980年代前半【単行本】集英社 悪女シリーズ1『女のいる部屋』1981年9月
  - マリン・ブルーのワンピース　週刊明星連載1980年代前半【単行本】集英社 悪女シリーズ1『女のいる部屋』1981年9月
- 『蜜の味　悪女シリーズ2』　1993年12月
  - ある契約　週刊明星連載1980年代前半【単行本】集英社 悪女シリーズ2『ある契約』1981年11月
  - 白い骸　週刊明星連載1980年代前半【単行本】集英社 悪女シリーズ2『ある契約』1981年11月
  - 蜥蜴　週刊明星連載1980年代前半【単行本】集英社 悪女シリーズ5『私は知っている』1982年8月
  - 蜜の味　週刊明星連載1980年代前半【単行本】集英社 悪女シリーズ3『蜜の味』1982年2月
  - ラブラブ白書　週刊明星連載1980年代前半【単行本】集英社 悪女シリーズ3『蜜の味』1982年2月

### 1994年
- 『息子の恋人　悪女シリーズ3』　1994年 1月
  - 白鳥（swan）　週刊明星連載1980年代前半【単行本】集英社 悪女シリーズ4『喪服の女』1982年5月
  - 息子の恋人　週刊明星連載1980年代前半【単行本】集英社 悪女シリーズ5『私は知っている』1982年8月
  - 喪服の女　週刊明星連載1980年代前半【単行本】集英社 悪女シリーズ4『喪服の女』1982年5月
  - 四つ年上の女　週刊明星連載1980年代前半【単行本】集英社 悪女シリーズ3『蜜の味』1982年2月
  - 私は知っている　週刊明星連載1980年代前半【単行本】集英社 悪女シリーズ5『私は知っている』1982年8月
- 『隣のベッド　悪女シリーズ4』　1994年 2月
  - 隣のベッド　週刊明星連載1980年代前半【単行本】集英社 悪女シリーズ16『隣のベッド』1985年4月
  - つけぼくろ　週刊明星連載1980年代前半【単行本】集英社 悪女シリーズ6『つけぼくろ』1982年11月
  - 蜂　週刊明星連載1980年代前半【単行本】集英社 悪女シリーズ11『紙ふうせん』1984年2月
  - 美代子の場合　週刊明星連載1980年代前半【単行本】集英社 悪女シリーズ8『ある金魚の死』1983年5月

- 『親友　悪女シリーズ5』　1994年 3月23日　装幀：中村欽太郎　カバーフォト：キーフォトス／博多グッド
  - 親友（intimate-friend） ＿P3　週刊明星連載1980年代前半【単行本】集英社 悪女シリーズ15『親友』1985年2月
  - 親友（intimate-friend）PART2 ＿P125　週刊明星連載1980年代前半【単行本】集英社』悪女シリーズ15『親友』1985年2月
  - 水仙色のにあう人 ＿P213　週刊明星連載1980年代前半【単行本】集英社 悪女シリーズ8『ある金魚の死』1983年5月
  - ひとり雛 ＿P275-350　週刊明星連載1980年代前半【単行本】集英社 悪女シリーズ7『ひとり雛』1983年2月
- 『童話　白雪姫　悪女シリーズ6』　1994年 4月25日　装幀：中村欽太郎　カバーフォト：キーフォトス
  - 童話　白雪姫 ＿P3　週刊明星連載1980年代前半【単行本】集英社 悪女シリーズ9『胡桃わり人形』1983年8月
  - 胡桃わり人形 ＿P79　週刊明星連載1980年代前半【単行本】集英社 悪女シリーズ9『胡桃わり人形』1983年8月
  - 女ぎつね ＿P171　週刊明星連載1980年代前半【単行本】集英社 悪女シリーズ10『愛人』1983年11月
  - 誘拐 ＿P247　週刊明星連載1980年代前半【単行本】集英社 悪女シリーズ17『悪夢』1985年6月
  - 魅せられて ＿P293-338　週刊明星連載1980年代前半【単行本】集英社 悪女シリーズ16『隣のベッド』1985年4月
- 『ある愛の終わりに　悪女シリーズ7』　1994年 5月25日　装幀：中村欽太郎　カバーフォト：キーフォトス／オリオンプレス
  - ある愛の終わりに ＿P3　週刊明星連載1980年代前半【単行本】集英社 悪女シリーズ13『ある愛の終わりに』1984年8月
  - シンデレラの檻 ＿P125　週刊明星連載1980年代前半【単行本】集英社 悪女シリーズ12『怪談　紅いグラス』1984年5月
  - 赤皮の手帳 ＿P201　週刊明星連載1980年代前半【単行本】集英社 悪女シリーズ18『鬼女』1985年9月
  - いやな女 ＿P273　週刊明星連載1980年代前半【単行本】集英社 悪女シリーズ6『つけぼくろ』1982年11月
  - ベッドの中で… ＿P319-335　週刊明星連載1980年代前半【単行本】集英社 悪女シリーズ9『胡桃わり人形』1983年8月
- 『ママとニャンニャン　悪女シリーズ8』　1994年 6月25日　装幀：中村欽太郎　カバーフォト：キーフォトス
  - ママとニャンニャン ＿P3　週刊明星連載1980年代前半【単行本】集英社 悪女シリーズ14『ママとニャンニャン』1984年12月
  - 春うらら… ＿P117　週刊明星連載1980年代前半【単行本】集英社 悪女シリーズ7『ひとり雛』1983年2月
  - 愛人（LOVER） ＿P193　週刊明星連載1980年代前半【単行本】集英社 悪女シリーズ10『愛人』1983年11月
  - ひめごと‐秘事‐ ＿P269　週刊明星連載1980年代前半【単行本】集英社 悪女シリーズ11『紙ふうせん』1984年2月
  - ある金魚の死 ＿P301-346　週刊明星連載1980年代前半【単行本】集英社 悪女シリーズ8『ある金魚の死』1983年5月
- 『悪夢　悪女シリーズ9』　1994年 7月25日　装幀：中村欽太郎　カバーフォト：キーフォトス／オリオンプレス
  - 悪夢 ＿P3　週刊明星連載1980年代前半【単行本】集英社 悪女シリーズ17『悪夢』1985年6月
  - 私…結婚いたします！！ ＿P131　週刊明星連載1980年代前半【単行本】集英社 悪女シリーズ14『ママとニャンニャン』1984年12月
  - 鬼女 ＿P203　週刊明星連載1980年代前半【単行本】集英社 悪女シリーズ18『鬼女』1985年9月
  - 死刑執行人 ＿P275-335　週刊明星連載1980年代前半【単行本】集英社 悪女シリーズ6『つけぼくろ』1982年11月
- 『独りまつり』　1994年 8月24日　装幀：中村欽太郎　カバーフォト：オリオンプレス
  - 独りまつり ＿P3-353　フォアレディ連載1985年3月号〜1986年1月号【単行本】双葉文庫『独りまつり』2002年
- 『夢の記』　1994年 9月25日　装幀：中村欽太郎　カバーフォト：オリオンプレス
  - 夢の記　フォアレディ連載1981年7月号〜（単行本所載のわたなべまさこによるあとがきは割愛）【単行本】小学館『夢の記』1982年
    - 第一章　謎のメッセージ ＿P3
    - 第二章　わが心のLOS ANGELES ＿P35
    - 第三章　乱れからくり ＿P65
    - 第四章　夢のまた夢 ＿P93
    - 第五章　恋心 ＿P125
    - 第六章　砂の蜜月 ＿P153
    - 第七章　恋鬼 ＿P179
    - 第八章　運命の糸 ＿P207

  - 紙ふうせん ＿P235-310　週刊明星連載1980年代前半【単行本】集英社 悪女シリーズ11『紙ふうせん』1984年2月
- 『大介夢幻抄』　1994年10月25日　装幀：中村欽太郎　カバーフォト：オリオンプレス
  - 大介夢幻抄　フォアレディ連載1988年【単行本】小学館『大介夢幻抄』(1)(2)1989年
    - その1　やさしい幽霊 ＿P3
    - その2　鬼の棲む家 ＿P47
    - その3　夢かたり ＿P81
    - その4　うらみ六夜 ＿P121
    - その5　幻の夏 ＿P159
    - その6　2: 00 A.M. の怪 ＿P195
    - その7　妖かしの面 ＿P237
    - その8　秋螢 ＿P271-315
- 『毒の女』(1)　1994年11月23日　装幀：中村欽太郎　カバーフォト：オリオンプレス
  - 毒の女　フォアレディ連載1987年【単行本】小学館『毒の女』(1)〜(3)1988年6月, 8月, 10月
    - PART.1　蒼白い顔の螢（ケイ） ＿P3
    - PART.2　花陰に涙ぐむ螢 ＿P63
    - PART.3　青葉したたるもとの螢 ＿P109
    - PART.4　紅色にせつなく頬染める螢 ＿P157
    - PART.5　螢とぶ夜の螢 ＿P199

  - 空の巣 ＿P245-317　（1980年代以降）
- 『毒の女』(2)　1994年12月20日　装幀：中村欽太郎　カバーフォト：オリオンプレス
  - 毒の女　フォアレディ連載1987年【単行本】小学館『毒の女』(1)〜(3)1988年6月, 8月, 10月
    - PART.6　朝霧に消える螢 ＿P5
    - PART.7　秋草に乱れ　たゆたう螢 ＿P47
    - PART.8　狂い髪ゆれる心の螢 ＿P85
    - PART.9　きみ恋し秋雨に泣く螢 ＿P127
    - PART.10　I LOVE YOU…螢 ＿P171

  - 裁きの日 ＿P213　OFFICE YOU 1984年vol.4【単行本】集英社『長い手紙』1984年
  - 鳩ぽっぽ ＿P249-289　YOU 1983年2月号【単行本】集英社『長い手紙』1984年

### 1995年
- 『バネッサの世界』　1995年 1月25日　装幀：中村欽太郎　カバーフォト：フォトニカ
  - バネッサの世界 ＿P3　週刊（月2回刊）少女フレンド連載1975年前半期〜1976年初期【単行本】講談社『バネッサの世界』1985年
  - 死女の恋 ＿P259-301　（1980年代以降）
- 『水晶の馬』　1995年 2月25日　装幀：中村欽太郎　カバーフォト：フォトニカ
  - 水晶の馬 ＿P3　週刊マーガレット連載1975年後半期〜1976年2・3合併号
  - 蝶のみち ＿P155　（1980年代以降）
  - 魔女復活 ＿P219-273　週刊少女コミック1976年38号
- 『緋の宴』　1995年 3月25日　装幀：中村欽太郎　カバーフォト：オリオンプレス
  - 緋の宴　【単行本】大陸書房ルージュコミックス『緋の宴』(1)(2)　1988年〜1989年
    - 第1話　愛人 ＿P3
    - 第2話　花散りぬ ＿P47
    - 第3話　夢幻曲（ノクターン）＿P77
    - 第4話　水の底 ＿P111
    - 第5話　露螢 ＿P153
    - 第6話　やまゆり ＿P199
    - 第7話　終焉 ＿P241

  - けものみち ＿P291-327　【単行本】大陸書房ルージュコミックス『緋の宴』(1)(2)　1988年〜1989年
- 『22世紀の子　リーベス・ツァイベン‐ビロードの目‐』　1995年 5月24日　装幀：中村欽太郎
  - 22世紀の子　リーベス・ツァイベン‐ビロードの目‐ ＿P3　ギャルズライフ連載1979年1月号〜5月号【単行本】主婦と生活社『22世紀の子　リーベス・ツァイベン』1981年
  - ふたご座生まれ　なかよし1973年2月号附録【単行本】若木書房『ふたご座生まれ』1973年, 講談社『ふたご座生まれ』1987年
    - 第1章　マリア… ＿P154
    - 第2章　Dr.ダンカンズビー氏の日記 ＿P255
    - 第3章　エピローグ ＿P299-315
- 『LOVE LOVE 千夜一夜物語』　1995年4月25日　装幀：中村欽太郎　カバーフォト：オリオンプレス
  - LOVE LOVE 千夜一夜物語　【単行本】集英社『LOVE LOVE 千夜一夜物語』(1)(2)1985年〜1986年
    - オフィス・ガールと係長 ＿P3
    - 係長とBARのママ ＿P47
    - BARのママと部長さん ＿P77
    - 部長さんと看護婦さん ＿P93
    - 看護婦さんと若先生 ＿P137
    - 若先生と人妻 ＿P181
    - 人妻と夫 ＿P211
    - 主任サンとキャリア・ガール ＿P283
    - キャリア・ガールと漫画家 ＿P313
    - 漫画家とオフィス・ガール ＿P343-399
- 『アイ　ラブ　アリス』　1995年 6月25日　装幀：中村欽太郎　カバーフォト：キーフォトス
  - アイ　ラブ　アリス ＿P3　週刊マーガレット連載1965年前半期
  - 彼女の名はオレンジ ＿P218-343　週刊少女コミック連載1972年29号〜34号
- 『リリアム』　1995年 7月25日　装幀：中村欽太郎
  - リリアム　週刊少女コミック連載1976年49号, 1977年2号, 4・5合併号, 7号, 9号, 11号, 13号
    - PART.1 モスリン服の子 ＿P3
    - PART.2 ロサンゼルスの空 ＿P53
    - PART.3 ユタ＝2:00AM ＿P93
    - PART.4 恐怖のルート91 ＿P131
    - PART.5 ビバリー・ヒルズ キャノン通り32番地 ＿P171
    - PART.6 ニューヨーク・U.S.A. ＿P211
    - PART.7 天使の歌う夜に＿P251

  - あやかしの夜 ＿P291-320　ビッグコミックオリジナル1975年1月20日号（通巻23号）【単行本】主婦の友社『黒天使シンセラ』1978年
- 『ふたごのプリンセス』(1)　1995年 8月26日　装幀：中村欽太郎
  - ふたごのプリンセス ＿P3-312　プリンセス1975年1月号（創刊号）〜12月号【単行本】秋田書店『ふたごのプリンセス』(1)(2)1975年
- 『ふたごのプリンセス』(2)　1995年 9月25日　装幀：中村欽太郎
  - ふたごのプリンセス ＿P3　プリンセス1975年1月号（創刊号）〜12月号【単行本】秋田書店『ふたごのプリンセス』(1)(2)1975年
  - ストロベリーラブ ＿P157-297　（1960年代後半〜1970年代）
- 『おしどり文次捕物控』　1995年10月25日　装幀：中村欽太郎
  - おしどり文次捕物控　（1980年代以降）
    - 其の壱　寒千鳥恋の辻うら ＿P3
    - 其の弐　狐憑き ＿P85
    - 其の参　母恋絵図 ＿P165

  - 註文帳（原作：泉鏡花「註文帳」）＿P229-307　ミステリーJour 1992年2月19日号【単行本】双葉社文庫わたなべまさこ恐怖劇場4『夜叉ヶ池』2004年
- 『ばらの中のリザ』　1995年11月25日　装幀：中村欽太郎　カバーフォト：博多グッド
  - ばらの中のリザ　小学四年生連載1974年4月号〜1975年3月号【単行本】小学館『ばらの中のリザ』(1)(2)1975年
    - みがわりのリザ ＿P3
    - キャンドルの出現 ＿P59
    - ほんとうの孫はだれ… ＿P85
    - クリスチーナの死 ＿P188
    - リザの悲しみ ＿P208
    - オルゴールの秘密 ＿P233
    - マリアの告白 ＿P258
    - 運命のめぐりあい ＿P283-307
- 『従妹イゼベル』　1995年12月20日　装幀：中村欽太郎　カバーフォト：フォトニカ
  - 従妹イゼベル ＿P3-375　週刊少女コミック連載1979年12号〜1979年24号

### 1996年
- 『藤原薬子』　1996年 1月24日　装幀：中村欽太郎　カバーフォト：オリオンプレス
  - 藤原薬子 ＿P3　【単行本】世界文化社ロマンコミックス人物日本の女性史 7『藤原薬子』1985年
  - 太陽の女王 （原作：佐々木守）＿P191　週刊マーガレット1975年24号〜25号 前後編
  - 城の怪談（原作：岡本綺堂「小坂部姫」）＿P253-290　別冊マーガレット1971年3月号
- 『シャネルNO.5』　1996年 2月25日　装幀：中村欽太郎
  - シャネルNO.5 ＿P3　週刊マーガレット連載1971年21号〜32号【単行本】若木書房『シャネルNo.5』(1)(2)1976年
  - ハイジ ＿P245-325（原作：ヨハンナ・シュピリ「アルプスの少女ハイジ」）【初出】別冊マーガレット1966年11月号〜12月号 前後編【単行本】集英社1968年, 『ハイジ』 白泉社『ハイジ』1975年
- 『モナリザの部屋』　1996年 3月24日　装幀：中村欽太郎　カバーフォト：オリオンプレス
  - モナリザの部屋 ＿P3　週刊マーガレット連載1971年4・5合併号〜【単行本】若木書房『モナリザの部屋』1975年, 講談社『モナリザの部屋』1988年
  - わが命はいとし子のために ＿P163　週刊マーガレット1974年34号
  - ウェディングベルを鳴らす時 ＿P235-274　（1980年代以降）
- 『恋のれん』　1996年 4月24日　装幀：中村欽太郎　カバーフォト：オリオンプレス
  - 恋のれん　YOU 連作 1981年No.3, No.4【単行本】集英社『恋のれん』1984年
    - 第一話　神田明神　恋のれん ＿P3
    - 第二話　鹿の子手しぼり　恋のれん ＿P39

  - 鬼あざみ ＿P71　（1980年代以降）
  - 5月の女 ＿P171　週刊明星連載1980年代前半【単行本】集英社 悪女シリーズ12『怪談　紅いグラス』1984年5月
  - 雨の置き手紙 ＿P203　月刊セブンティーン1977年3月号【単行本】集英社『雨の置き手紙』1981年
  - 木蔦の枯れるとき… ＿P251-311　別冊セブンティーン1973年5月号【単行本】創美社／集英社『愛のひとこと』1976年
- 『小公女』　1996年 5月25日　装幀：中村欽太郎　カバーフォト：オリオンプレス
  - 小公女（原作：フランシス・ホジソン・バーネット「小公女」）＿P3（1970年代以降）
  - キュリー夫人 ＿P135　ジュニアコミック1968年11月号（通巻6号）（伝記漫画）
  - リラ館 ＿P233　りぼんコミックス1968年9月号
  - 怪談
    - 第一話　花ちる里（原作：小泉八雲「和解」）＿P281　りぼん1965年春休みまんが大増刊号
    - 第二話　冬のさくら（原作：小泉八雲「乳母ざくら」）＿P301-307　りぼん1965年
- 『恋つづり』　1996年 6月25日　装幀：中村欽太郎　カバーフォト：フォトニカ
  - 恋つづり ＿P3　（1980年代以降）
  - ボクの日記 ＿P95　（1980年代以降）
  - そして…秋 ＿P125　（1960年代後半〜1970年代）
  - 雪中花 ＿P165　（1960年代後半〜1970年代）
  - 花嫁は4月に ＿P231-309　【単行本】講談社ヤングレディKCデラックス『花嫁は4月に』1979年
- 『魚のくさる家』　1996年 7月24日　装幀：中村欽太郎　カバーフォト：フォトニカ
  - 魚のくさる家 ＿P3　（1980年代以降）
  - 青霊樹 ＿P117　（1980年代以降）
  - ただ愛ゆえに ＿P175　別冊セブンティーン1971年9月号【単行本】創美社／集英社『ただ愛ゆえに』1976年
  - 愛のひとこと ＿P237-297　別冊セブンティーン1972年3月号【単行本】創美社／集英社『愛のひとこと』1976年
- 『牡丹灯籠より　幻の夏』　1996年 8月26日　装幀：中村欽太郎
  - 牡丹灯籠より　幻の夏（原典：三遊亭円朝「牡丹灯籠」）　週刊女性連載（まさこの幽幻ごよみ第5話）1990年7月3日号〜1991年1月22日号【単行本】主婦と生活社／宙出版『牡丹灯籠より　幻の夏』(上)(中)(下)1992年
    - 一の章（幻の夏1〜9）＿P3
    - 一の章（幻の夏10〜17）＿P130
    - 二の章（むくろ草紙1〜10）＿P242-381
- 『草蜉蝣』　1996年 9月24日　装幀：中村欽太郎　カバーフォト：オリオンプレス
  - 草蜉蝣 ＿P3　（1980年代以降）
  - 闇の底 ＿P117　（1980年代以降）
  - 蒼ざめた女 ＿P189　ミステリーYOU 1991年春の号【単行本】集英社『鬼っ子』1991年
  - 恐怖街 ＿P251-311　（1980年代以降）
- 『月光学園1年B組』　1996年10月23日　装幀：中村欽太郎　カバーフォト：オリオンプレス
  - 月光学園1年B組　月刊明星連載1979年
    - 赤点コワイぞ・カンニング大作戦の巻 ＿P3
    - 海辺でウッフ〜ン・ファーストキッスの巻 ＿P27
    - 燃えろ野球部・かっとばせ！の巻 ＿P51
    - 誰だアイツは!?・青い目のライバルの巻 ＿P73
    - 秋深し…揺れる乙女の恋心の巻 ＿P95
    - 青春ド真ん中・校則なんてブッ飛ばせ！の巻 ＿P117

  - なぜママになってはいけないの ＿P141　月刊明星1970年代末期（ドキュメンタリー）
  - リトル・モー ＿P171　（1978年）（同年公開映画のコミカライズ）
  - ジョー・ロス ＿P213‐292　（1970年代末期）（フットボール選手の伝記）
- 『逢魔が刻』　1996年11月25日　装幀：中村欽太郎　装画：大古瀬和美
  - 逢魔が刻　（1980年代以降）
    - （その1）＿P3
    - （その2）＿P43

  - 気になるあいつ ＿P75　週刊明星連載1980年代前半【単行本】集英社 悪女シリーズ10『愛人（LOVER）』1983年11月 △後半のみ収録, 小学館フォアレディビッグコミックス『毒の女』(2)　1988年8月
  - とかくこの世は… ＿P91　（1980年代以降）
  - 13本のカメリア ＿P123　少女フレンド系　【単行本】講談社『怪奇ロマン傑作選』1974年4月
  - 雪空のノエル ＿P163　なかよし1973年12月号
  - 死人契約 ＿P217　【単行本】若木書房『モナリザの部屋』1975年8月
  - マリエの窓 ＿P249-295　（1980年代以降）
- 『神さま、なぜ愛にも国境があるの!』　1996年12月23日　装幀：中村欽太郎　カバーフォト：キーフォトス
  - 神さま、なぜ愛にも国境があるの！（原作：草鹿宏）＿P3　月刊明星連載1978年9月号〜
  - とどかぬ愛に…‐ジェームス・ディーンに捧ぐ‐（原作：草鹿宏）＿P115　（1970年代末期）
  - 愛をうたう風 ＿P197　別冊セブンティーン1971年12月号
  - こもれび ＿P259-259　月刊セブンティーン1974年11月号

### 1997年
- 『カミーユの微笑』　1997年1月25日　装幀：中村欽太郎　カバーフォト：アールクリエイション
  - カミーユの微笑 ＿P3　別冊セブンティーン 1972年6月号【単行本】創美社／集英社『ただ愛ゆえに』1976年
  - 水晶色の雨の日に ＿P65　ラブリーフレンド1975年11月号【単行本】講談社『黒天使シンセラ』1984年
  - 紫色の鎮魂歌 ＿P96　月刊セブンティーン1973年2月号
  - 落葉の舞（皇女和宮物語）＿P147　週刊マーガレット1974年27号【単行本】集英社『小さなおねがい』1976年
  - 青い葡萄 ＿P199　【初出】月刊セブンティーン1974年6月号【単行本】創美社／集英社『ただ愛ゆえに』1976年
  - この愛の十字架 ＿P241　（1960年代後半〜1970年代）
  - 恋人たち‐ナンシーとスーザンの場合‐ ＿P267-291　週刊セブンティーン1969年12号【単行本】創美社／集英社『ただ愛ゆえに』1976年
- 『娘よ、父の手に！』　1997年 2月25日　装幀：中村欽太郎　カバーフォト：フォトニカ
  - 娘よ、父の手に！ ＿P3　週刊マーガレット増刊1973年1月10日号
  - 白の童話 ＿P43　週刊マーガレット1972年39号
  - わが心のロサンゼルス ＿P87　【単行本】集英社『蝶はここには住めない！』1969年
  - まっ白な嘘 ＿P127　（1960年代後半〜1970年代）
  - 水藻のゆりかご ＿P171　週刊マーガレット1973年36号【単行本】講談社『花のようなリリベット』1984年
  - さよならの白いばら ＿P203　週刊マーガレット1972年30号【単行本】集英社『ぶらりぶらぶら物語』1973年
  - おじさまにキスを… ＿P247　（1960年代後半〜1970年代）
  - 這ってくる髪 ＿P279-313　週刊マーガレット1971年15号【単行本】若木書房『ふたご座生まれ』1973年, 講談社『ふたご座生まれ』1987年
- 『高野聖』　1997年 3月24日　装幀：中村欽太郎　カバーフォト：オリオンプレス
  - 高野聖（原作：泉鏡花「夜叉ヶ池」）＿P3　ミステリーJour 1991年6月19日号【単行本】双葉社『夜叉ヶ池』1993年, 双葉社文庫『夜叉ヶ池』2004年
  - 夜叉ヶ池（原作：泉鏡花「高野聖」）＿P83　ミステリーJour 1993年4月19日号【単行本】双葉社『夜叉ヶ池』1993年, 双葉社文庫『夜叉ヶ池』2004年
  - 哄った女 ＿P145　【単行本】小学館フォアレディビッグコミックス『毒の女』(3)1988年10月
  - 誰かが知っている ＿P205　【単行本】小学館フォアレディビッグコミックス『毒の女』(1)1988年6月
  - Fの悲劇 ＿P241　（1980年代以降）
  - 嫉妬 ＿P271-301　フォアレディ1981年3月号
- 『御ひといのち夢幻の記』　1997年 4月23日　装幀：中村欽太郎　カバーフォト：世界文化フォト
  - 御ひといのち夢幻の記 ＿P3　（1980年代以降）
  - 無限抱擁 ＿P103　（1980年代以降）
  - 2枚のページ ＿P135　月刊セブンティーン1975年7月号
  - 秋桜記 ＿P177　YOU 1983年11月号【単行本】集英社『長い手紙』1984年
  - 違う名をもつ女 ＿P217-299　（1980年代以降）
- 『青いきつね火』　1997年 5月25日　装幀：中村欽太郎　カバーフォト：世界文化フォト
  - 青いきつね火（原作：岡本綺堂「玉藻の前」）＿P3　週刊マーガレット連載1966年前半期〜【単行本】若木書房『青いきつね火』1967年
  - 黒ねこがわらった ＿P127　なかよし1973年6月号〜7月号 前後編【単行本】講談社『黒ねこがわらった（世にもこわい話）』1973年, 講談社『死霊ポーレットの恋』1986年
  - 雪おんな（原作：小泉八雲「雪女」）＿P263　週刊マーガレット1966年52号
  - うぐいす物語 ＿P291-316　（1960年代初期）
- 『不如帰‐ほととぎす‐』　1997年 6月25日　装幀：中村欽太郎　カバーフォト：オリオンプレス
  - 不如帰‐ほととぎす‐（原作：徳富蘆花「不如帰」）＿P3　（1980年代以降）
  - 紅しぼり…いのちの糸 ＿P103　（1980年代以降）
  - 古都の秋 ＿P159　週刊マーガレット1971年43号【単行本】集英社『ぶらりぶらぶら物語』1973年
  - 夢たがえ ＿P189　（1980年代以降）
  - すすき野の里 ＿P231　週刊セブンティーン増刊1980年10月17日号【単行本】集英社『雨の置き手紙』1981年
  - 春暦 ＿P293-317　月刊セブンティーン特別編集 YOU 1981年No.2（5月頃の号）【単行本】集英社『恋のれん』1984年
- 『令嬢ポポラックの哀しみ』　1997年 7月23日　装幀：中村欽太郎
  - 令嬢ポポラックの哀しみ ＿P3　（1980年代以降）
  - 長い手紙 ＿P87　YOU 1982年9月号【単行本】集英社『長い手紙』1984年
  - 女の傷 ＿P119　（1980年代以降）
  - 4月になれば… ＿P159　月刊セブンティーン1978年6月号【単行本】集英社『雨の置き手紙』1981年
  - おち鮎 ＿P205　（1980年代以降）
  - 冬の音 ＿P231　 YOU 1981年No.7【単行本】集英社『恋のれん』1984年
  - 金曜はだめよ！ ＿P267-301　YOU 1982年No.10【単行本】集英社『長い手紙』1984年
- 『人材派遣社員美樹』　1997年 8月26日　装幀：中村欽太郎　カバーフォト：フォトニカ
  - 人材派遣社員美樹　（1980年代後半以降）
    - PART1＿P3
    - PART2＿P33
    - PART3＿P63
    - PART4 ＿P93
    - PART5 ＿P123

  - アイガーの誓い ＿P153　（1970年代）
  - Rose de Mai ＿P215　（1980年代以降）
  - 私生活 ＿P253-291　【単行本】集英社YOUコミックス『私生活』1988年8月
- 『美少年‐すぎにし愛の日々‐』　1997年9月24日　装幀：中村欽太郎　カバーフォト：フォトニカ
  - 美少年‐すぎにし愛の日々‐ ＿P3　（1980年代以降）
  - ある結婚 ＿P45　 YOU 1980年No.1【単行本】集英社『恋のれん』1984年
  - バイオレットの散歩道 ＿P81　（1970年代）
  - 紐 ＿P121　（1980年代以降）
  - 鳥の脚 ＿P161　（1990年代初期）
  - ナオミの日記 ＿P201　週刊明星連載1985年【単行本】集英社 悪女シリーズ18『鬼女』1985年9月
  - 重役室 ＿P227　週刊明星連載1985年【単行本】集英社 悪女シリーズ18『鬼女』1985年9月
  - 冬の館 ＿P258-297　（1970年代）
- 『LOVW LOVE ミリオン!!』　1997年10月25日　装幀：中村欽太郎　カバーフォト：オリオンプレス
  - LOVE LOVE ミリオン!!　小説ジュニア 連作1966年Spring（創刊号）〜
    - 第1話　LOVE LOVE ミリオン!!＿P3
    - 第2話　Au Revoir!さようなら!＿P35

  - ミルク色の天使 ＿P67　週刊マーガレット1972年51号【単行本】集英社『小さなおねがい』1976年
  - マッチうりの少女（原作：ハンス・クリスチャン・アンデルセン「マッチ売りの少女」）＿P99　（1960年代初期）
  - かもめの館 ＿P117　デラックスマーガレット1967年夏の号（創刊号）【単行本】集英社『蝶はここには住めない！』1969年
  - まいごのミチル ＿P147　りぼんコミック1969年5月号切
  - 忘れな草 ＿P171　週刊マーガレット増刊1972年1月5日号
  - 殺人計画 ＿P211　（1960年代後半〜1970年代）
  - お嬢さま　お手をどうぞ ＿P259　【単行本】集英社『ハイジ』1968年, 白泉社『ハイジ』1975年
  - 白鳥（スワン）の恋 ＿P293-322　デラックスマーガレット1968年冬の号【単行本】集英社『蝶はここには住めない！』1969年
- 『慕情』　1997年11月25日　装幀：中村欽太郎　カバーフォト：ボルボックス
  - 慕情 ＿P3　週刊セブンティーン1968年5号前後
  - すずらん ＿P65　（1970年代）
  - 2番目の夢 ＿P125　りぼんコミック1971年3月号
  - ある青春の記‐夏子と勇‐ ＿P165　別冊セブンティーン1972年9月号
  - 赤い館‐黒天使シンセラ　PART3 ＿P217-272　少女フレンド系 連作 1973年〜1974年頃【単行本】主婦の友社『黒天使シンセラ』1978年, 講談社『黒天使シンセラ』1984年
- 『蛇の目傘の女』　1997年12月23日　装幀：中村欽太郎　カバーフォト：オリオンプレス
  - 蛇の目傘の女 ＿P3　ミステリーJour 1987年10月16日号【単行本】双葉社『蛇の目傘の女』1993年, 双葉社文庫『蛇の目傘の女』2004年
  - 花ほたる ＿P85　週刊セブンティーン増刊1980年5月7日号【単行本】集英社『雨の置き手紙』1981年
  - 白萩の庭 ＿P133　（1980年代以降）
  - 闇の中… ＿P189　（1980年代以降）
  - 5月の薔薇 ＿P205-286　（1980年代以降）

### 1998年
- 『鬼っ子』　1998年 1月25日　装幀：中村欽太郎　カバーフォト：オリオンプレス
  - 鬼っ子 ＿P3　ミステリーYOU 1990年春の号【単行本】集英社『鬼っ子』1991年
  - 蔵の中‐夕顔の花のような人‐ ＿P87　ミステリーYOU 1991年秋の号【単行本】集英社『鬼っ子』1991年
  - 孤輪の月 ＿P149　月刊Jour 1987年1月号【単行本】双葉社『孤輪の月』1987年
  - むじな（原作：小泉八雲「むじな」） ＿P191　（1980年代以降）
  - ビロードの爪 ＿P211-293　ミステリーJour 1990年4月19日号【単行本】双葉社『百鬼夜行』1993年, 双葉社文庫『百鬼夜行』2004年
- 『ねむの木の子守歌』　1998年 2月25日　装幀：中村欽太郎　カバーフォト：オリオンプレス
  - ねむの木の子守歌 ＿P3　りぼん連載1966年〜
  - 白き神々の国 ＿P249-291　週刊マーガレット1972年7号
- 『わすれな草』　1998年 3月25日　装幀：中村欽太郎　カバーフォト：オリオンプレス
  - わすれな草 ＿P3　りぼん連載1968年〜
  - 帰れ！ぼくのユキ ＿P205　週刊マーガレット1971年35号
  - かあちゃんの涙 ＿P247-286　（1960年代後半〜1970年代）
- 『水曜日の森』　1998年 4月25日　装幀：中村欽太郎　カバーフォト：フォトニカ
  - 水曜日の森 ＿P3　少女フレンド系 1973年〜1974年頃【単行本】講談社『怪奇ロマン傑作選』1974年4月
  - プリシラのおともだち ＿P99　週刊少女コミック1976年2号【単行本】主婦と生活社『22世紀の子　リーベス・ツァイベン』1981年
  - 2人のステラ ＿P147　（1960年代後半〜1970年代）
  - 黒天使シンセラ PART.1 ＿P197　少女フレンド系 連作 1973年〜1974年頃【単行本】主婦の友社『黒天使シンセラ』1978年, 講談社『黒天使シンセラ』1984年
  - 黒天使シンセラ　PART.2　愛と死のバラード ＿P261-310　少女フレンド系 連作 1973年〜1974年頃【単行本】主婦の友社『黒天使シンセラ』1978年, 講談社『黒天使シンセラ』1984年
- 『怪談　蜘蛛の首』　1998年 5月25日　装幀：中村欽太郎　カバーフォト：オリオンプレス
  - 怪談　蜘蛛の首 ＿P3　ミステリーJour 1989年9月19日号【単行本】双葉社『怪談片目猫』1993年, 双葉社文庫『蛇の目傘の女』2004年
  - 鈴の音 ＿P87　（1980年代以降）
  - ちぎれ髪 ＿P131　月刊Jour 1987年4月号【単行本】双葉社『孤輪の月』1987年
  - 秋の夜の夢‐ガラスのような亜々美‐ ＿P173　（1980年代以降）
  - 華燭 ＿P237-297　ミステリーJour 1992年6月19日号【単行本】双葉社『百鬼夜行』1993年, 双葉社文庫『百鬼夜行』2004年
- 『かおるの最後の顔』　1998年 6月24日　装幀：中村欽太郎　カバーフォト：オリオンプレス
  - かおるの最後の顔 ＿P3　OFFICE YOU 連載1994年11月号〜1995年4月号【単行本】集英社『かおるの最後の顔』1995年
  - 捨てた女 ＿P207-289　（1980年代以降）
- 『小間使い』　1998年 7月22日　装幀：中村欽太郎　カバーフォト：フォトニカ
  - 小間使い ＿P3　ミステリーJour 1986年11月16日号【単行本】双葉社『蛇の目傘の女』1993年, 双葉社文庫『蛇の目傘の女』2004年
  - 春の鬼 ＿P87　（1980年代以降）
  - ママの恋人 ＿P132　【単行本】大陸書房ルージュコミックス『緋の宴』(1)(2)1988年〜1989年
  - 恋あそび ＿P173　月刊Jour 1986年1月号　【単行本】双葉社『孤輪の月』1987年
  - 月の舟 ＿P211-286　（1980年代以降）
- 『幽霊』　1998年 8月25日　装幀：中村欽太郎　カバーフォト：フォトニカ
  - 幽霊 ＿P3　（1980年代以降）
  - おそろしい女の話 ＿P46　月刊Jour 1986年9月号【単行本】双葉社『孤輪の月』1987年
  - 泣きぼくろ ＿P86　（1980年代以降）
  - 竹の秋‐或る蒸発‐ ＿P147　月刊Jour 1987年7月号【単行本】双葉社『孤輪の月』1987年
  - 怪談　片目猫 ＿P189-271　ミステリーJour 1991年8月19日号【単行本】双葉社『怪談片目猫』1993年, 双葉社文庫『怪談片目猫』2004年
- 『天使と挽歌』(1)　1998年10月25日　装幀：中村欽太郎　カバーフォト：アーサー・トレス／amana images
  - 天使と挽歌（原作：日向葵）　プリンセス 連作オムニバス 1976年〜1978年【単行本】秋田書店『天使と挽歌』(1)(2)
    - 秋田書店版とは異なる収録編成となり、全話収録で連載順序は一部入れ替え。秋田書店版は雑誌掲載時の5話「暗闇への遁走曲」と9話「蝶になる日に」を割愛し連載順に収録。
    - 雑誌掲載（1.かたつむり1976年4月号・2.獅子の門1976年7月号・3.去りにし君へ…1976年10月号・4.この愛の終わりに1977年1月号・5. 暗闇への遁走曲1977年4月号・6.砂糖菓子の季節1977年7月号・7.風はふりむかずに1977年10月号・8.パンドラの罠1978年1月号・9.蝶になる日に1978年4月号・10.光と影のロンド前編・後編1978年7〜8月号）
    - 第1話　かたつむり ＿P3
    - 第2話　去りにし君へ… ＿P59
    - 第3話　この愛の終わりに ＿P101
    - 第4話　時間のフーガ ＿P147　（原題「暗闇への遁走曲」）
    - 第5話　光と影のロンド ＿P195　（原題「風はふりむかずに」）

  - ガラスの花嫁 ＿P243-290　週刊少女フレンド1973年8号
- 『天使と挽歌』(2) 　1998年12月23日　装幀：中村欽太郎　カバーフォト：ダニエル・ルート／amana images
  - 天使と挽歌（原作：日向葵）　プリンセス 連作オムニバス 1976年〜1978年【単行本】秋田書店『天使と挽歌』(1)(2)
    - 第6話　獅子の門 ＿P3
    - 第7話　砂糖菓子の季節 ＿P43
    - 第8話　蝶になる日に ＿P83
    - 第9話　パンドラの罠 ＿P123
    - 第10話　光と影のロンド  II （前編）＿P167　（原題「光と影のロンド　前編」）
    - 第11話　光と影のロンド  II （後編）＿P207　（原題「光と影のロンド　後編」）

  - 星空のバラード ＿P247　（1960年代後半〜1970年代）
  - 火の星‐旧人クフルとマロ‐ ＿P271-302　週刊マーガレット夏休み増刊1967年8月24日号【単行本】若木書房『サ・セ・パリ』1968年

### 1999年
- 『あやかしの樹』　1999年 2月24日　装幀：中村欽太郎　カバーフォト：フォトニカ
  - あやかしの樹（原作：阿刀田高「あやかしの樹」）＿P3　（1990年代）
  - 脳味噌の報酬（原作：阿刀田高「脳味噌の報酬」）＿P46　（1990年代）
  - 裏側（原作：阿刀田高「裏側」）＿P89　（1990年代）
  - 魔除け（原作：阿刀田高「魔除け」）＿P135　（1990年代）
  - 恐怖の研究（原作：阿刀田高「恐怖の研究」）＿P175　【単行本】宙出版エメラルドコミックスHiミステリーシリーズ『恐怖の研究』2000年
  - 来訪者（原作：阿刀田高「来訪者」）＿P223-263　（1990年代）
- 『春日局』(1)　1999年 4月25日　装幀：中村欽太郎　カバーフォト：三島デザイン事務所／NEO VISION／amana images
  - 春日局（原作：橋田壽賀子「春日局」）　連載1989年【単行本】集英社YOUコミックス『春日局』1989年12月
    - 第一章 ＿P3
    - 第二章 ＿P49
    - 第三章 ＿P101
    - 第四章 ＿P153
    - 第五章 ＿P197-241
- 『春日局』(2)　1999年 6月23日　装幀：中村欽太郎　カバーフォト：オリオンプレス
  - 春日局（原作：橋田壽賀子「春日局」）　連載1989年【単行本】集英社YOUコミックス『春日局』1989年12月
    - 第六章 ＿P3
    - 第七章 ＿P43
    - 第八章 ＿P85
    - 第九章 ＿P165
    - 第十章 ＿P205-247
- 『赤い伝説』　1999年 8月25日　装幀：中村欽太郎　カバーフォト：フォトニカ
  - 赤い伝説　ラブリーフレンド 連作 1975年夏期
    - 第1部 ＿P3
    - 第2部 ＿P43

  - 私の中のエレン ＿P81　小学四年生等の学年誌【単行本】小学館『ばらの中のリザ』(1)(2)1975年
  - わが海に白きバラを… ＿P113　別冊少女フレンド1975年8月号
  - モナリザの微笑 ＿P173　（1960年代後半〜1970年代）
  - 白きモスクワ ＿P221　デラックスマーガレット1969年春の号
  - 白い少女の伝説 ＿P251-279　小学四年生1974年2月号【単行本】小学館『ばらの中のリザ』(1)(2)1975年
- 『百鬼夜行』　1999年10月25日　装幀：中村欽太郎　カバーフォト：フォトニカ
  - 百鬼夜行 ＿P3　ミステリーJour 1992年8月19日号【単行本】双葉社『百鬼夜行』1993年, 双葉社文庫『百鬼夜行』2004年
  - 魔の刻 ＿P83　（1980年代以降）
  - 痩女 ＿P133　【単行本】双葉社『恐怖怪奇2　戦慄の館』1996年
  - 姉妹‐シスター‐ ＿P175　ラブリーフレンド1975年夏休み号
  - メドゥーサの涙 ＿P215-276　（1980年代後半以降）
- 『怪談　うらみ鬼灯』　1999年12月20日　装幀：中村欽太郎　カバーフォト：アマナイメージス
  - 怪談　うらみ鬼灯 ＿P3　（1980年代以降）
  - 里代子の場合 ＿P65　（1980年代以降）
  - 怪談　田中かよ乃の死 ＿P147　ミステリーJour 1988年9月16日号【単行本】双葉社『怪談片目猫』1993年, 双葉社文庫『怪談片目猫』2004年
  - 死霊‐暗闇坂の白い家‐ ＿P231-311　ミステリーJour 1995年8月19日号（「怪談　田中かよ乃の死]」続編）【単行本】双葉社文庫『怪談片目猫』2004年

### 2000年
- 『おかあさま』(1)　2000年10月25日　装幀：中村欽太郎　カバーフォト：オリオンプレス　カバーイラスト：わたなべまさこ（目次の表記。カバーには画稿なし）
  - おかあさま ＿P3　りぼん連載1961年4月号〜1962年12月号
  - 恋の紅振袖（八百屋お七物語） ＿P259-309　週刊マーガレット1974年47号【単行本】大陸書房『緋の宴』(1)(2)1988年〜1989年
- 『おかあさま』(2) 　2000年11月25日　装幀：中村欽太郎　カバーフォト：オリオンプレス　カバーイラスト：わたなべまさこ（目次の表記。カバーには画稿なし）
- おかあさま ＿P3　りぼん連載1961年4月号〜1962年12月号
  - 神さまこの願いをきいて！ ＿P233　週刊マーガレット【単行本】集英社『蝶はここには住めない！』1969年
  - 鳥を呼ぶ笛 ＿P267-282　（1960年代初期）

### 2001年
- 『椿姫』　2001年 2月25日　装幀：中村欽太郎　カバーイラスト：わたなべまさこ
  - 椿姫（原作：アレクサンドル・デュマ・フィス「椿姫」）（単行本所載の前書き、参考資料一覧、わたなべまさこによるあとがきは割愛）【単行本】世界文化社『椿姫』1996年, 双葉社文庫『愛に散った花　椿姫』2002年
    - プロローグ ＿P5
    - 第1章　アルマン・デュヴァールの話 ＿P39
      - PART1　白い椿 ＿P40
      - PART2　赤い椿 ＿P50
      - PART3　嫉妬（ジェラシー）＿P82
      - PART4　プージヴァルにて ＿P123
      - PART5　秘密 ＿P133
      - PART6　父と子 ＿P161
      - PART7　うらぎり ＿P198
      - PART8　冬の嵐 ＿P204
      - PART9　別れ ＿P228

    - 第2章　マルグリット・ゴーチェ ＿P233
      - PART1　小間使いナニーヌの話 ＿P234
      - PART2　散る花に258

    - エピローグ265-267
- 『山びこ少女』(1)　2001年 4月25日　装幀：中村欽太郎　カバーイラスト：わたなべまさこ
  - 山びこ少女　少女ブック連載1957年〜1959年（雑誌初連載作品）【単行本】若木書房『山びこ少女』(1)〜(5)(完結編)1958年〜1959年
    - プロローグ ＿P4
    - 山の少女 ＿P16
    - 美しい乙女 ＿P41
    - 悲しみの母 ＿P57
    - 深山の子 ＿P65
    - かわいそうな春美 ＿P82
    - お姉さま恋し ＿P100
    - 亡者が沢 ＿P111
    - 別荘の少女 ＿P130
    - 子ぐまをたずねて ＿P145
    - 母の祈り ＿P179
    - あねいもうと ＿P200
    - なげきの星 ＿P229
    - 時子の死 ＿P241
    - お姉さま立てた！ ＿P254
    - わが子よいずこ ＿P265
    - 岩屋のできごと ＿P300
    - 父母のもとへ ＿P313
    - 山よさようなら！ ＿P343
    - かなしき春美 ＿P366-377
- 『山びこ少女』(2) 　2001年 5月23日　装幀：中村欽太郎　カバーイラスト：わたなべまさこ
  - 山びこ少女　少女ブック連載1957年〜1959年（雑誌初連載作品）【単行本】若木書房『山びこ少女』(1)〜(5)(完結編)1958年〜1959年
    - 山をわすれた子 ＿P4
    - 山のたより ＿P21
    - 山火事 ＿P44
    - 爺やの病気 ＿P72
    - 悲しいできごと ＿P106
    - かえれよ妹 ＿P128
    - 木の上の生活 ＿P148
    - わかれ ＿P207
    - さりゆく小鳩 ＿P231
    - じいやよどこに ＿P241
    - わかれゆく花 ＿P263
    - 爺やの死 ＿P306
    - 射たれたコロ ＿P328
    - 幸福のおとずれ ＿P367-375

### 2002年
- 『ライオンの城』　2002年10月30日　装幀：中村欽太郎　カバーフォト：オリオンプレス
  - ライオンの城　OFFICE YOU 2001年
    - 第一章 ＿P3
    - 第二章 ＿P85
    - 第三章 ＿P123
    - 第四章 ＿P161

  - お山の奥の物語 ＿P201　（1980年代以降）
  - 聖夜 ＿P261-291　（1980年代以降）

### 2003年
- 『Mrs. エレインの揺籃』　2003年 7月23日　装幀：中村欽太郎　カバーフォト：キーフォトス
  - Mrs. エレインの揺籃 ＿P3　（1980年代以降）
  - 十五夜の月 ＿P79　（1980年代以降）
  - 闇からの客 ＿P121　（1970年代）
  - 百物語　穴‐死霊婚‐ ＿P153　（1980年代以降）
  - 蔦のからまる家 ＿P197　（1980年代以降）
  - 邪恋（原作：津雲むつみ）＿P243-291　YOU 1997年No.6特別企画（原題：「邪恋　ストーカー」）